# Celia Cruz
(Frase simbolo della cantante)
Celia Cruz, pseudonimo di Úrsula Hilaria Celia de la Caridad de la Santísima Trinidad Cruz Alfonso (L'Avana, 21 ottobre 1925 – Fort Lee, 16 luglio 2003), è stata una cantante cubana naturalizzata statunitense.
Trascorse gran parte della sua vita negli Stati Uniti d'America e, a causa di motivi politici, decise di non fare più ritorno nella sua amata Cuba, se non per un unico concerto nella base americana di Guantánamo.
Celia Cruz è considerata una tra i cantanti latinoamericani migliori di sempre, nonché una dei più conosciuti e di maggior successo internazionale del XX secolo. Ha ricevuto innumerevoli premi e riconoscimenti in tutto il mondo tra cui spiccano 22 dischi d'oro, 3 Grammy Award e 4 Latin Grammy Award.
È conosciuta in tutto il mondo anche per la sua famosa esclamazione ¡Azúcar! ("Zucchero!"), simbolo del suo modo ottimista di affrontare la vita e del suo orgoglio di cittadina cubana (la canna da zucchero è infatti uno dei principali prodotti dell'agricoltura dell'isola).
Nel 2023, la rivista Rolling Stone ha inserito Celia Cruz alla posizione n. 18 della sua lista dei 200 più grandi cantanti di tutti i tempi.

## Biografia

### Infanzia e formazione
Celia Cruz nacque all'Avana nel quartiere di Santos Suárez, come seconda di quattro fratelli (Dolores, Gladys e Bárbaro). Suo padre, Simón Cruz, era un ferroviere, mentre sua madre, Catalina Alfonso Ramos, era una casalinga di origine haitiana. Celia era la più grande di tutti i quattordici figli che vivevano nella casa, tra cugini e gli altri tre fratelli, e cantava le ninna nanne per i più piccoli per farli addormentare.
Celia studiò per diventare maestra, e nel mentre ricevette lezioni di piano all'Accademia Musicale Municipale e, accompagnata dalla zia, iniziò a cantare nei cabaret con sua cugina. Iniziò a cantare fin da piccola, esordendo nel 1947 in un programma radiofonico, chiamato La hora del té. Quella volta si esibì per la prima volta davanti a un grande pubblico, e cantò Nostalgia, tango in tributo della cantante Paulina Alvarez.
Nel 1948 lavorò come cantante per il gruppo Las Mulatas de Fuego di Roderico Rodne Neyra, con il quale viaggiò in tournée in Venezuela e Messico e incise le sue prime canzoni.

### Gli inizi
Nel 1950 iniziò la sua collaborazione con il gruppo Sonora Matancera, prendendo il posto della cantante Myrta Silva, che si era trasferita in Porto Rico. Con Sonora Matancera registrò il suo primo disco a 78 giri che includeva le canzoni Cao, cao maní picaó (scritta da José Carbó Menéndez) e Mata siguaraya (scritta da Lino Frías).

Il successo arrivò immediato e Celia visse con Sonora Matancera il suo periodo artistico d'oro, che durò 15 anni e vide la pubblicazione di molti straordinari successi, quali Burundanga, Caramelos, El hierbero moderno, Tu voz, Ritmo tambó y flores, Pa' la paloma, Nuevo ritmo omelenkó, Vallán vallende, La sopa en botella e molti altri.

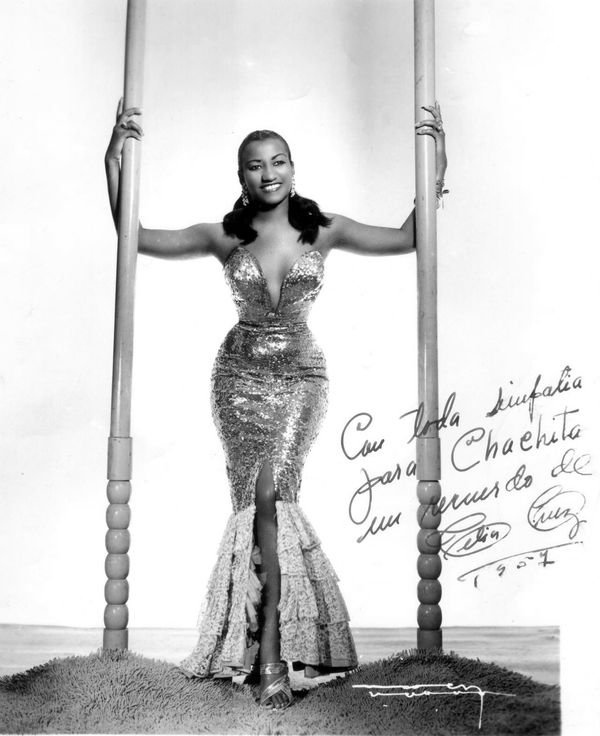
Foto autografata che ritrae Celia Cruz all'Avana nel 1957

### Il viaggio senza ritorno
Il 15 luglio 1960 Celia lasciò Cuba per andare a cantare in Messico con la Sonora Matancera. Cruz era consapevole del fatto che per diventare veramente famosa avrebbe dovuto trasferirsi negli Stati Uniti. Tuttavia, dato che ella era vicina al partito comunista di Cuba della pre-rivoluzione, il Partito Socialista Popolare (PSP), già dagli anni '40, l'ambasciata americana inizialmente negò a Cruz il visto statunitense dal 1952 e al 1960, a causa di "sospette affiliazioni" con il partito comunista, nemico del capitalismo USA.
Solo nel 1961 il gruppo di Celia Cruz finalmente riuscì ad andare in tournée negli Stati Uniti. Qui Celia fece le prime esperienze come cantante solista all'Hollywood Palladium. Nel 1962 acquistò un appartamento a New York e, raggiunta dalle notizie della morte prima del padre e poi della madre, il 14 luglio 1962 sposò l'amato trombettista Pedro Knight, marito con cui sarebbe stata tutta la vita.

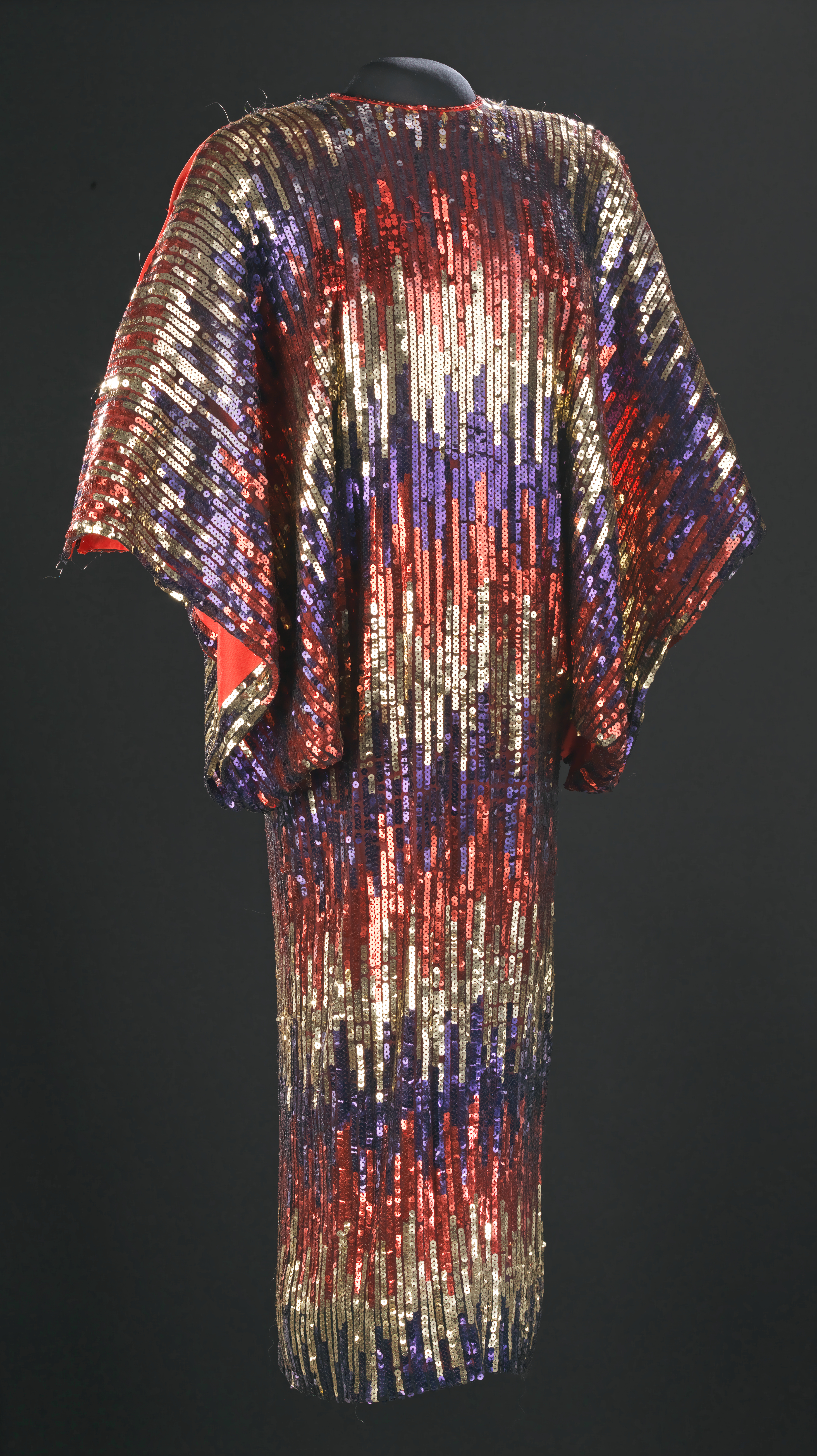
Il più noto abito di Celia Cruz, fatto da José Enrique Arteaga e indossato durante le esibizioni più celebri

### Il successo
Negli anni successivi iniziò una lunga serie di tournée in Europa e nel mondo intero. Ottenne la cittadinanza statunitense e dichiarò che non sarebbe più tornata a Cuba fintantoché Fidel Castro fosse rimasto al potere. Nel 1966 fu chiamata da Tito Puente (che Celia aveva conosciuto in Giappone) per lavorare con la sua orchestra. Il frutto della collaborazione con Tito Puente furono cinque album. Lavorò anche con la Orquesta de Memo Salamanca e con Lino Frías. Tutte queste collaborazioni non le dettero però il successo aspettato.
Nel 1973 cantò la sua prima canzone di salsa, Gracia divina, cambiando così genere musicale. Iniziò a lavorare per la casa discografica Vaya Label, per la quale iniziò nel 1974, in coppia con Johnny Pacheco (che era considerato l'inventore del genere salsa) con l'album Celia y Johnny. Ogni singola canzone di quell'album, che vinse il disco d'oro, diventò un grande successo. Fra i brani ricordiamo Químbara, Toro Mata, Vieja luna, Lo tuyo es mental.
Dopo questo successo continuò a cantare con Pacheco e con il gruppo Fania All Stars. Arrivarono altre canzoni indimenticabili come El guaba, La dicha mía, Así cantaba papá, Cúcala. Nel 1977 iniziò a lavorare anche con Willie Colón (altri successi furono Usted abusó, A papá, Pun Pun Pun Calatu, Berimbau, Un bembé pa' Yemayá, Se tambalea). Negli anni ottanta Celia andò varie volte in tournée in America Latina e fu ospite di molti show televisivi, dove cantò con altre stelle della propria epoca.
Nel 1982 si riunì di nuovo alla Sonora Matancera e con essa registrò un altro sensazionale successo, Feliz Encuentro. In questo stesso anno le fu reso omaggio con un concerto in suo onore al Madison Square Garden di New York, al quale parteciparono tutti i compagni della sua già lunga carriera artistica, oltre ad altri artisti invitati. Nel 1989 vinse il suo primo Premio Grammy Latino con l'album Ritmo en el Corazón, assieme a Ray Barretto, e fu invitata a celebrare a Central Park i 65 anni di Sonora Matancera. Nel 1990 riuscì a ritornare a Cuba seppure in territorio statunitense a Guantánamo per un concerto. Là raccolse un pugno di terra cubana, terra che da allora l'accompagnerà sempre e che sarà sepolta con lei.
Nel 1992 fece anche capolino nel mondo del cinema con una piccola comparsa nel film di Arne Glimscher I re del mambo. L'anno seguente incise Azúcar negra e Sazón, che furono altri due successi.
Nel 1994 ricevette dall'allora presidente degli Stati Uniti Bill Clinton il premio National Endowment for the Arts, il più alto riconoscimento in assoluto concesso dal governo degli Stati Uniti a un artista.
Nel 1997 recitò nella telenovela El alma no tiene color. Nel 1998 incise il disco Mi vida es cantar che contiene quella che è forse la più conosciuta canzone di Celia in Italia, La vida es un carnaval. In questo stesso anno firmò un contratto con Sony music. Nel 1999 uscì una raccolta di artisti vari, Fuerte navidad con Chichi Peralta, Franco De Vita e Marcela Morelo. Nel 2000, con l'album Celia and friends vince il suo secondo Grammy, premio che ottenne anche l'anno successivo con l'album Siempre viviré.
Nel 2001 partecipa a Modena al Pavarotti & Friends per l'Afghanistan interpretando Guantanamera assieme a Luciano Pavarotti e Jarabe de Palo nella serie di concerti di beneficenza Pavarotti & Friends.

### La malattia
Colta da un tumore cerebrale, continuò a cantare e incise altri due album, La negra tiene tumbao sempre nel 2001, vincitore di un Grammy Award per Best Salsa Album e del disco di platino e Regalo del Alma, pubblicato postumo nel 2003, che vince il Grammy Award per Best Salsa/Merengue Album, due dischi di platino e contiene l'ultima hit Ríe y llora. Nel 2003, quando la sua malattia era già in stato molto avanzato, il canale televisivo Telemundo decise di dedicarle un concerto tributo, presentato da Gloria Estefan e Marc Anthony. In quell'occasione cantarono per lei e alla sua presenza, in un teatro di Miami, oltre a Gloria Estefan e Marc Anthony e alle ospiti anglofone Gloria Gaynor e Patti LaBelle, le più grandi voci dell'America Latina del momento: Feliciano, Millie Quezada, La India, Ana Gabriel, Paulina Rubio, Gilberto Santa Rosa, Tito Nieves, Alicia Villareal, Olga Tañón, Arturo Sandoval, Rosario, Los Tri-O, Victor Manuelle e il suo devoto marito Pedro Knight.

## Morte
È morta il 16 luglio 2003 nella sua casa a Fort Lee nel New Jersey all'età di 77 anni.

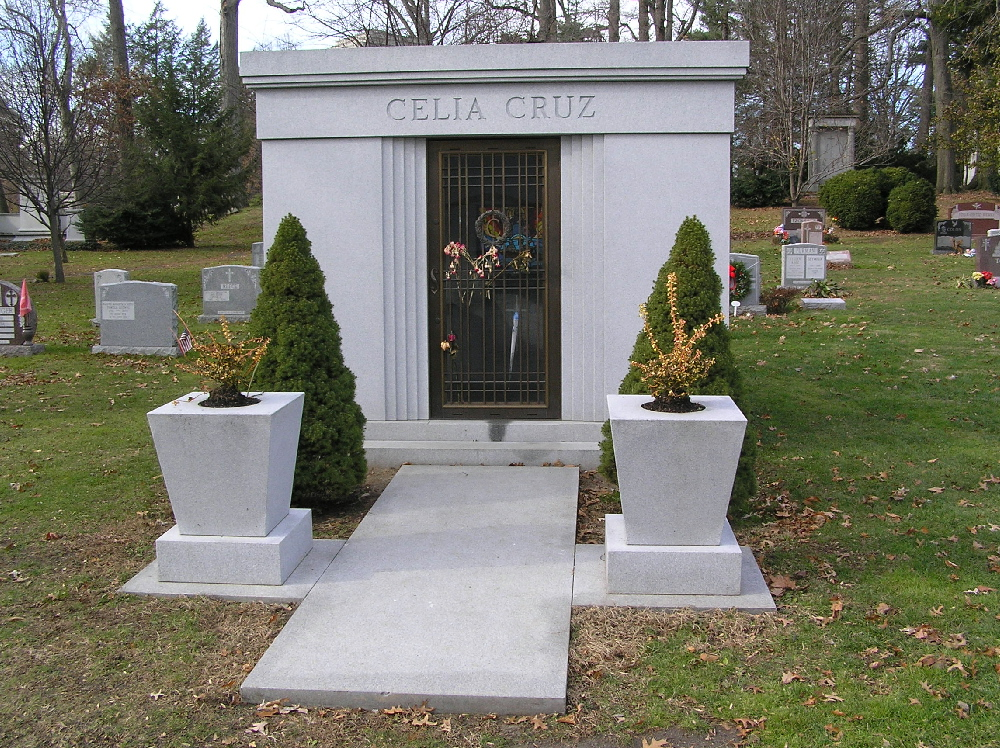
La tomba di Celia Cruz al Woodlawn Cemetery di New York

Dopo la sua morte, la sua salma, avvolta nella bandiera cubana, fu portata a Miami e a New York, in modo che tutti potessero renderle omaggio.

### Funerali
A Miami circa 150 000 persone presero parte alle sue esequie e un numero simile si ebbe a New York, dove il suo funerale è stato il più affollato che la città abbia visto, dai tempi di quello di Judy Garland nel 1969. Il momento più commovente delle celebrazioni si è avuto quando, durante la messa nella cattedrale San Patrizio di New York, Victor Manuelle ha cantato a cappella dal leggio le note di La vida es un carnaval con parte del testo modificato a braccio con parole dedicate a Celia Cruz, così come aveva fatto pochi mesi prima durante l'omaggio alla stessa Celia nell'introduzione allo spettacolo a lei dedicato di Telemundo. La cantante e amica storica di Celia Cruz, la grande Patti LaBelle, ha intonato invece Ave Maria.

## Riconoscimenti
Nella sua carriera, Celia ha ottenuto molti premi e riconoscimenti, fra cui una stella sulla Hollywood Walk of Fame (ricevuta nel 1983), tre premi Grammy, tre lauree honoris causa negli Stati Uniti e la National Endowment for the Arts, consegnatole nel 1994 da Bill Clinton. Nel 2004 la figura di Celia Cruz fu il tema dei carnevali di Santa Cruz de Tenerife.

Celia Cruz è conosciuta universalmente come La guarachera de Cuba, La guarachera de Oriente, La guarachera del mundo, ma soprattutto come La reina de la Salsa, la "regina della salsa".

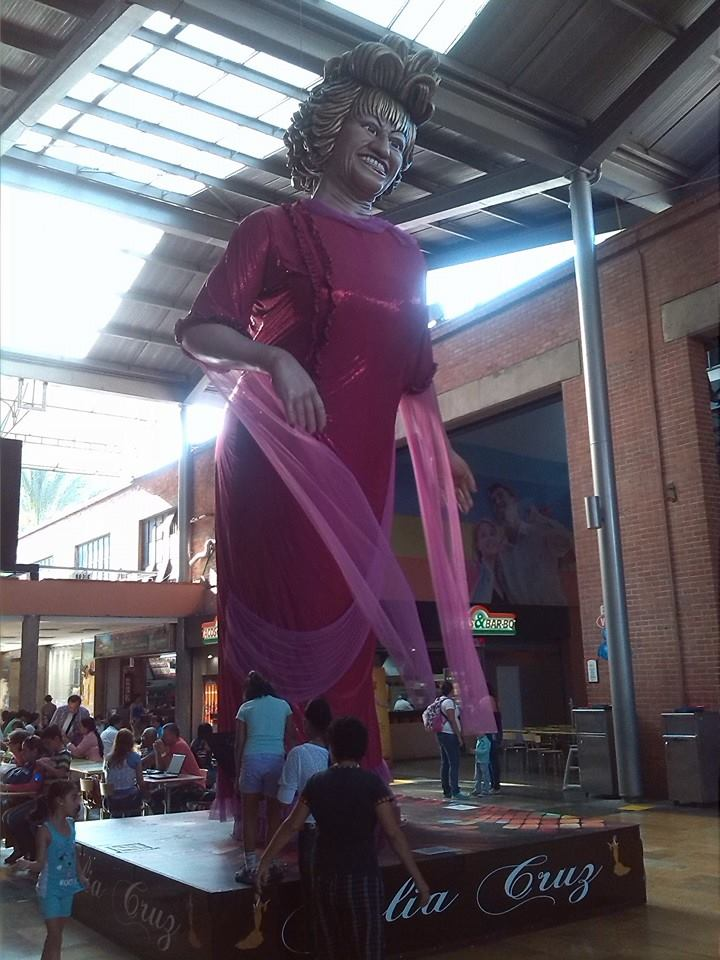
Statua raffigurante Celia Cruz nella sua madrepatria

## Discografia

### Etichetta Seeco
Con la Sonora Matancera
- Cuba's Foremost Rhythm Singer
- Mi diario musical (Compilación)
- Con amor (Compilación)
- Celia Cruz sings
- La Sonora Matancera: Una noche en Caracas
- Cuba's Queen of Rhythm
- Grandes éxitos de Celia Cruz
- La incomparable Celia
- La Sonora Matancera: Los invita a bailar
- Su favorita
- La dinámica
- Reflexiones
- Navidades con la Sonora Matancera
- Canciones premiadas
- México qué grande eres
- La tierna, conmovedora, bamboleadora
- Celebremos Nochebuena con Sonora Matancera
- Canciones inolvidables "La Guagua"
- Homenaje a los Santos (Compilación)
- Sabor y ritmo de pueblos
- Homenaje a los Santos Vol.2 (Compilación)
- Homenaje a Yemayá  (Compilación)
- Festejando Navidad (Compilación)
- Las guarachas de la Guarachera (Compilación)
- Interpreta: El yerbero moderno y La sopa en botella (Compilación)

Con la Orquesta de Rafael Hernández
- Canciones que Yo Quería Haber Grabado Primero

Con la Orquesta de Vicentico Valdés
- El nuevo estilo de la Guarachera

### Etichetta Tico
Con Tito Puente y Orquesta
- Cuba y Puerto Rico son...
- Quimbo Quimbumbia
- Alma con alma
- En España
- Algo especial para recordar

Con Lino Frías y Orquesta
- Etc, etc, etc

Con la Sonora de Memo Salamanca
- Bravo
- Son con guaguancó
- A ti... México
- Serenata guajira
- La excitante
- Nuevos éxitos
- The Best of Celia Cruz (Compilación)
- A todos mis amigos (Compilación)

### Etichetta Fania - Vaya
- La candela
- Hommy a Latin Ópera
- Tributo a Ismael Rivera
- The Brillante Best (Compilación)

Con Johnny Pacheco
- Celia & Johnny
- Tremendo caché
- Recordando el ayer
- Eternos
- Celia, Johnny and Pete
- De nuevo

Con la Sonora Ponceña
- La ceiba y la siguaraya

Con Willie Colón
- Sólo ellos, pudieron hacer éste álbum (Only They Could Have Made This Album)
- Celia & Willie
- Los triunfadores (The Winners)

Con Ray Barretto
- Tremendo trío: Celia, Barretto & Adalberto
- Ritmo en el corazón, 1988 - Grammy Award per Best Tropical Latin Performance

Con la Fania All Stars
- Commitment
- Cross over
- ¡Viva la charanga!
- Latin Connection
- Bamboleo
- Live in the Africa
- Live
- Live at Yankke Stadium Vol.1
- Live at Yankke Stadium Vol.2

Con Tito Puente y orquesta
- Homenaje a Beny Moré
- Homenaje a Beny Moré Vol.2
- Homenaje a Beny Moré Vol.3

### Etichetta Bárbaro Records
- Feliz encuentro
- En Vivo desde Radio Progreso con la Sonora Matancera Vol.1
- En Vivo desde Radio Progreso con la Sonora Matancera Vol.2
- En Vivo desde Radio Progreso con la Sonora Matancera Vol.3
- En Vivo desde Radio Progreso y C.M.Q Vol.4
- En Vivo desde Radio C.M.Q con la Sonora Matancera Vol.5

### Etichetta R.M.M
- Azúcar negra
- Irrepetible
- Tropical Tribute to The Beatles
- Duet's
- Celia and Friend's: Night of Salsa, 2000 - Latin Grammy Award per Best Salsa Performance
- Mi vida es cantar

### Etichetta Sony Music
- Siempre viviré, 2000 - Grammy Award per Best Tropical Traditional Album
- Hits Mix
- La negra tiene tumbao, 2001 - Grammy Award per Best Salsa Album e Disco di platino
- Regalo del alma, 2003 - Grammy Award per Best Salsa/Merengue Album e due Dischi di platino
- Dios disfrute a la Reina

### Etichetta Cubanacan
- Las muchas Celias
- La Sonora Matancera ¡En vivo!

### Etichetta Elektra
- The Mambo Kings (Original Sound Track Picture)

## Filmografia
- I re del mambo (The Mambo Kings), regia di Arne Glimcher (1992)
- Valentina – Serie TV (1993)
- El alma no tiene color – Serie TV (1997)